# Al-Tanasi
Muhammad b. Abd Allah Al-Jalil Abū Abd Allāh, plus connu sous le nom d'al-Tanasī (en arabe : محمّد بن عبد الله التنسي), était un érudit du Maghreb, né vers 1417 à Ténès et décédé en 1494. Il était renommé pour ses études philologico-théologiques approfondies et fut l'un des érudits éminents du sultanat zianide et historien officiel de la dynastie régnante.

## Biographie

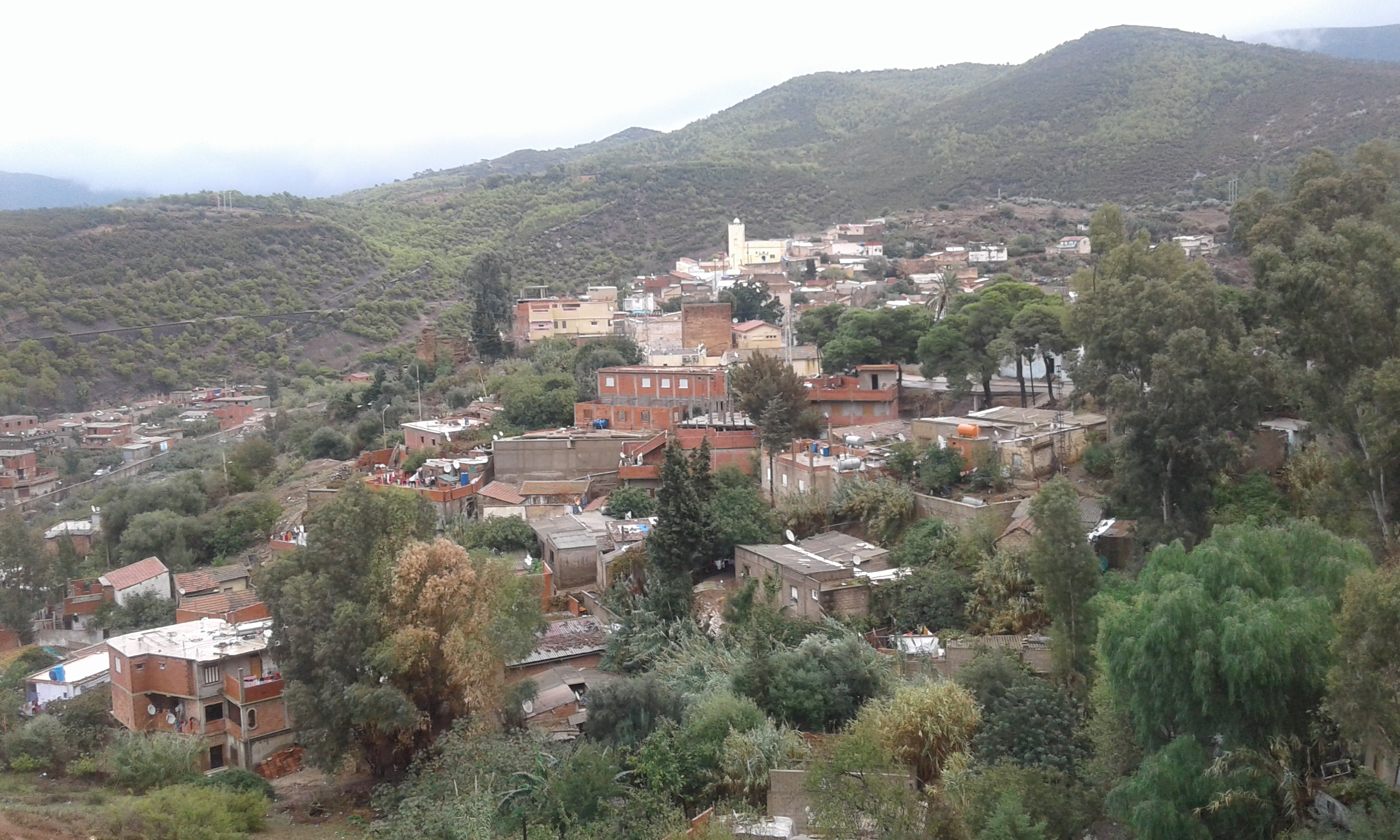
Vieux Ténès.

Muhammad b. Abd Allah Al-Jalil al-Tanasi, né vers 1417 (830 de l'hégire) probablement à Ténès, les écrivains arabes attribuent souvent aux savants un nom dérivé de leur lieu de naissance. Son surnom, Al-Hafiz, lui a été attribué en reconnaissance de sa capacité exceptionnelle d'apprentissage et de sa maîtrise approfondie de la science du hadith. À cette époque, ce titre était réservé à un nombre restreint de savants religieux.
Al-Tanasi a consacré sa vie aux études philologico-théologiques. Son parcours académique l'a amené à exceller dans divers domaines des sciences religieuses, notamment à Tlemcen, qui était alors la capitale des Zianides dans l'Ouest algérien. Par la suite, il fut attiré par la vie à la cour, où il se distingua en tant que poète et historien officiel.
Ses talents ne se limitaient pas à la théologie ; il était également un érudit littéraire polyvalent. Il s'inspira largement de savants tels qu'Abū Al-Fadl b. Marzuq et Al-Qāsim Al-Uqbani, parmi d'autres.
Al-Tanasi était contemporain et compatriote du théologien Mohamed ibn Youssef Sanoussi. Il était membre de l'élite intellectuelle de Tlemcen à son époque. Il est mort en 1494 (899 de l'hégire) à Tlemcen.

## Œuvres
Parmi ses ouvrages :
- Ṭirāz fī sharḥ ḍabṭ al-Kharrāz[4], est l'un de ses ouvrages les plus célèbres sur l'art des signes diacritiques, qui est une science qui s'intéresse aux éléments de la lettre (fatha, dhammah, sukun, kasra, shudd, madd, etc.), et à tout ce qui concerne l'ajustement des lettres.
- Al-ğawab al-muṭawal fi qadiate yahud Touāte, est un ouvrage lié à un procès concernant la communauté juive de Touat[1].
- Rāḥ al-Arwāḥ fima Qalahu al-mawla Abū Ḥamū mina al-shir wa qila fihi mina al-Amdāḥ, qui traite de divers sujets, dont les éloges d'Abou Hammou concernant les poètes, avec une analyse comparative approfondie[1].
- Naẓm al-durr wa-al-‘iqyān, al-qism al-rābi‘ fī maḥāsin al-kalām, est une grande encyclopédie historique et littéraire en cinq parties[4], dont la première porte sur l'histoire du Maghreb central et des Zianides, mentionnant leur état et leurs sultans jusqu'à celui contemporain d'El Mouttawakil. Les autres parties ont un contenu diversifié[4]. Cet ouvrage majeur est un hommage au sultan Al-Mutawakil. Al-Tanasi vivait à la cour de ce dernier, et son œuvre est une marque de fidélité et de reconnaissance du savant envers ce souverain[1].

La première partie de cet ouvrage est consacrée à la généalogie, aux ancêtres et à la noblesse de des Zianides, elle est divisée en sept chapitres rappelant l’ascendance qurayshite, hashémite, alide puis sulaymanide des Abdelwadides :
1. l’origine du sultan al-Mutawakkil ;
2. la noblesse des Arabes et en particulier celle des Mudar ;
3. la noblesse des Quraych et celle des Banū Abd al-Manaf ;
4. la noblesse des Banū Hachim ;
5. la noblesse de Ali ibn Abi Talib et de ses enfants Al-Hassann et Al-Hussein ;
6. la noblesse de Abdullah al-Kamil, de ses enfants ;
7. la noblesse des Banū Zayyān, histoire de leur règne jusqu’à al-Mutawakkil. C’est ce dernier chapitre qui a attiré l’attention des orientalistes, au premier rang desquels l’abbé Bargès, puis d’historiens contemporains[4].

La deuxième partie de cet ouvrage peut être comparée à un manuel de gouvernance et de conseils pour les dirigeants, jusqu'à présent, cette partie n'a jamais été publiée. Les trois parties suivantes s'inscrivent dans l'adab, dont la fonction est de distraire tout en instruisant. La troisième partie comprend un assortiment d'histoires et d'anecdotes, tandis que la quatrième partie se concentre sur l'art de l'éloquence, aussi bien en prose qu'en poésie. Enfin, la cinquième et dernière section regroupe des encouragements et des maximes tirés de diverses cultures et peuples.
À travers son travail, il a dressé le portrait de la dynastie zianide, dont les racines sont berbères, un lignage arabe alide. En effet ; au début du XIVe siècle, les historiographies mérinide et abdelwadide se disputaient la reconnaissance de cette filiation. La chronique d'al-Tanasi a introduit des modifications significatives dans la façon dont on abordait l'origine des Abdelwadides. Contrairement à l'ouvrage de Yahya Ibn Khaldoun, qui proposait une histoire générale du Maghreb depuis les débuts de l'islam, le prologue de l'histoire de la dynastie d'al-Tanasī se concentre davantage sur les qualités de leurs ancêtres.
En outre, le titre même de leurs œuvres diffère : alors que Yahya utilise le nom « Abdelwadide » (comme son frère Ibn Khaldoun), al-Tanasi préfère l'appellation « Banū Zayyān ». Selon Alfred Bel, qui a édité et traduit la Buġiyat, parler des Banū Abd al-Wād renvoie à un ancêtre mythique, tandis que Ibn Zayyān était le père de Yaghmurasen. Dès le début de son ouvrage, al-Tanasi souligne le consensus selon lequel les Abdelwadides descendent d'Abdullah al-Kamil, le père d'Idris Ier et de Sulayman. Il choisit de privilégier la thèse d'une ascendance sulaymanide plutôt qu'idrsside.
En outre, il a rédigé plusieurs petits ouvrages aujourd'hui perdus et des fatwas données par Ahmad al-Wansharisi dans son Miʿyār.